# Asobi Seksu
Asobi Seksu es una banda estadounidense de dream pop asentada en Nueva York. Entre sus influencias se encuentran géneros como el shoegazing. El grupo está formado por la cantante japonesa Yuki Chikudate (voces, teclados) y James Hanna (guitarra, coros).

## Historia
Su nombre original era Sportfuck, bajo el cual publicaron un EP en 2001. Posteriormente, cambiaron su nombre por Asobi Seksu, que viene del japonés 遊びセックス (asobi sekkusu), que significa algo así como "jugar al sexo". Su primer disco de larga duración, homónimo, fue publicado por ellos mismos en 2002, siendo posteriormente relanzado por Friendly Fire Recordings en mayo de 2004. Se reagruparon con una nueva sección rítmica para su segundo álbum, Citrus, que fue grabado en los Gigantic Studios de Nueva York, con Chris Zane como productor. El disco fue lanzado en 2006 por Friendly Fire Recordings. En Europa, la banda firmó con One Little Indian Records, que volvió a publicar sus dos primeros trabajos en 2007.
A principios de 2009, el grupo publicó su tercer LP, Hush. Este recibió, en general, críticas positivas, con especial mención a su cambio del shoegaze por un sonido más cercano al dream pop. En mayo de ese mismo año, Yuki Chikudate lanzó un sencillo con Pocket, llamado "Sampo". La canción incluía remixes de Mux Mool, Blue Eyes y Craig Wedren. En 2011 publican su cuarto trabajo, Fluorescence. Dos años después, el 30 de septiembre de 2013, anunciaron un hiato indefinido a través de su página de Facebook.
El 23 de julio de 2014 hacen pública su intención de reunirse para un único concierto en octubre de ese mismo año.

## Apariciones en los medios
Las canciones de la banda han aparecido en varios shows televisivos, como The L World y la serie de televisión británica Skins. Su canción "Layers", de Hush, también se pudo escuchar también en un capítulo de Ugly Betty. Su tema "Stay Awake", nunca reunido en sus álbumes, formó parte de la recopilación Warm & Scratchy de Adult Swim en mayo de 2007. "Ramen Girl" fue usada en los créditos finales de la película The Ramen Girl (2008). También contribuyeron en las películas In Between Days (2007) y Treeless Mountain (2009), de So Yong Kim. Por su parte, "Thursday" apareció también en The Exploding Girl, así como en un anuncio de LateRooms de 2012 y en el tráiler de la película Affluenza, de 2014. La canción "Nefi + Girly" se utilizó para la escena final en el primer episodio de la temporada 3 de la serie británica Skins en 2009

## Discografía

### Álbumes de estudio
- Asobi Seksu (18 de mayo de 2004)
- Citrus (30 de mayo de 2006) (#21 UK Indie Chart in 2007)
- Hush (17 de febrero de 2009)
- Fluorescence (14 de febrero de 2011)

### Álbumes en vivo
- Live at the Echo 10/6/06 (31 de octubre de 2006)
- Live from SoHo (2007)
- Acoustic at Olympic Studios (tour-only CD; reeditado para su distribución como Rewolf) (8 de febrero de 2009)

### Singles
From Asobi Seksu
- "Walk on the Moon" (14 de mayo de 2007)
  1. "Walk on the Moon" – 4:35
  2. "Sooner" – 3:48
  3. "Walk on the Moon" (Versión del vídeo mejorada)

De Citrus
- "Thursday" (6 de agosto de 2007)
  1. "Thursday" (Versión Radio) – 3:26
  2. "New Years" – 3:03
- "Strawberries" (12 de noviembre de 2007)
  1. "Strawberries" – 3:59
  2. "Strawberries" (CSS Remix) – 3:19
  3. "Strawberries" (The Whip Remix) – 4:48
  4. "Strawberries" (Ulrich Schnauss Remix) – 3:45
- "Goodbye" (10 de marzo de 2008)
  1. "Goodbye" (Paul 'P-Dub' Walton Radio Mix) – 3:18
  2. "Thursday" – 4:17

De Hush
- "Me & Mary" (18 de noviembre de 2008)
  1. "Me & Mary" – 3:07
  2. "Breathe Into Glass" – 3:52
- "Familiar Light" (23 de febrero de 2009)
  1. "Familiar Light" – 3:23
  2. "Familiar Light" (Twins Remix) – 3:21
- "Transparence" EP (25 de agosto de 2009 – US)
  1. "Transparence" – 3:53
  2. "Urusai Tori" – 3:19
  3. "Transparence" (Aa Remix) – 3:03
  4. "Miniature Cities" – 5:51
- "Layers" (7 de diciembre de 2009 – UK)
  1. "Layers" – 4:01
  2. "Urusai Tori" – 3:19
  3. "Transparence" (Aa Remix) – 3:03
  4. "Miniature Cities" – 5:51

### Non-album singles & EP
- Sportfuck EP (2001) (publicado cuando la banda era conocida como Sportfuck)
- "Stay Awake"/"Then He Kissed Me" (20 de noviembre de 2007)
  1. "Stay Awake" – 5:31
  2. "Then He Kissed Me" (The Crystals versión) – 2:33
- "Merry Christmas (I Don't Want to Fight Tonight)" (10 de diciembre de 2007)
  1. "Merry Christmas (I Don't Want to Fight Tonight)" (Ramones versión) – 3:08
  2. "New Years" – 3:03

### Otras apariciones
- "Vicious Bears" (septiembre de 2011, Polyvinyl Records's Japan 3.11.11: Album benéfico)[6]